# Que bonic que és viure
Que bonic que és viure (It's a Wonderful Life) és una pel·lícula estatunidenca de Frank Capra de l'any 1946. Amb 5 nominacions als Oscars: millor pel·lícula, director, actor (James Stewart), muntatge i so.
Basada en el relat curt The Greatest Gift, que Philip Van Doren Stern va escriure el 1939 i va publicar el 1943. La pel·lícula és reconeguda avui dia com una de les més populars del cinema americà i, ateses les nombroses reposicions dels anys 80 en endavant, ha esdevingut una pel·lícula tradicionalment vista durant la temporada nadalenca.
La pel·lícula és protagonitzada per James Stewart en el paper de George Bailey, un home que ha deixat de banda els seus somnis per ajudar els altres, i que la nit de Nadal decideix suïcidar-se, cosa que provocarà la intervenció del seu àngel de la guarda, Clarence Odbody (Henry Travers). Clarence li mostra a George totes les vides a les quals ha influït i com de distinta seria la vida a la seva comunitat, Bedford Falls, en cas que ell mai no hagués nascut.
Malgrat que en un principi no va funcionar financerament a causa de les seves elevades despeses de producció i la atapeïda competició que hi havia l'any de la seva estrena, la pel·lícula ha assolit la condició de clàssic. A les sales el llindar de rendibilitat va ser de 6.3 milions de dòlars, aproximadament el doble del cost de producció, una xifra que mai no es va assolir en el seu llançament. Una opinió del 2016 informava: “Tot i no ser la completa fallida taquillera que avui dia li sembla a tothom... va ser, inicialment, una gran decepció i va confirmar, si més no als estudis, que Capra ja no era capaç de produir les pel·lícules populistes que feien dels seus films els esdeveniments de visió obligada i lucratius que temps enrere van ser.
Que bonic que és viure és un dels films més aclamats mai rodats, lloat particularment pel seu guió. Ha estat reconegut per l'American Film Institute com una de les 100 millors pel·lícules estatunidenques, situada al número 11 a la llista de 1998 sobre les millors pel·lícules, i al número 1 a la llista de l'AFI sobre les pel·lícules americanes més edificants de la història. Capra va afirmar que la pel·lícula era la predilecta personalment de les que havia realitzat, afegint que la projectava a la seva família cada Nadal.

## Argument
Clarence és un àngel de segona classe que ha de fer mèrits per guanyar-se les ales. L'envien a la Terra amb la missió d'evitar el suïcidi d'un home desesperat, George Bailey, que té una empresa d'emprèstits que està a punt de fer fallida a causa de la desaparició de vuit mil dòlars. Potter, un especulador que posseeix pràcticament tota la ciutat, és el culpable de la situació. Clarence mostra a Bailey com seria la ciutat, els seus amics i la seva pròpia dona si ell no hagués nascut.

## Comentaris
És un clàssic del cinema, programat per les televisions de mig món a les festes nadalenques. Bons sentiments i inoblidables interpretacions per a la història d'un home que contempla com hagués estat la vida dels que l'envolten si ell no hagués existit, i d'un entranyable àngel que vol aconseguir les seves ales.
El guió està basat en el relat curt The Greatest Gift, de Philip Van Doren Stern.

## Producció

### Rerefons
La història original, The Greatest Gift, va ser escrita per Philip Van Doren Stern el novembre de 1939. Després de no sortir-se a l'hora d'aconseguir que es publiqués la seva història va decidir afegir-la a una nadala, i va enviar 200 còpies per correu a família i amics el desembre de 1943 La història va cridar l'atenció del productor de RKO Pictures, David Hempstead, qui li ho va mostrar a l'agent de Cary Grant. L'abril de 1944, RKO Pictures va comprar els drets de la història per 10000 dòlars, amb la idea de convertir-la en un vehicle per a Grant RKO va crear tres guions insatisfactoris abans de deixar de banda la pel·lícula planejada, i Grant va passar a treballar en un altre clàssic nadalenc, The Bishop’s Wife.
Per suggeriment del cap d'estudi de la RKO, Charles Koerner, Frank Capra va llegir “The Greatest Gift” i immediatament va veure el seu potencial. RKO, que frisava per deslliurar-se del projecte, el 1945 va vendre els drets a la productora de Capra, Liberty Films, companyia la qual tenia un acord de distribució per nou films amb RKO per 10000 dólars, i va afegir-ne tres guions de franc. Capra, juntament amb els escriptors Frances Goodrich, Albert Hackett, Jo Swerling, Michael Wilson, i Dorothy Parker s'hi va incorporar per “polir” el guió, va fer servir la història i el que restava utilitzable dels altres tres guions amb un de nou al qual Capra va anomenar Què bonic que es viure. El guió va rebre més modificacions al llarg de la preproducció i el rodatge. Els crèdits del guió final van anar per Goodrich, Hackett i Capra, amb “escenes addicionals” de Jo Swerling.
A Seneca Falls (Nova York) es diu que aquesta localitat va servir com a model de Bedford Falls després que Frank Capra la visités el 1945. La localitat celebra un atípic festival Que bonic que es viure el desembre. El 2009 es va inaugurar, a Seneca Falls, l'Hotel Clarence, homenatjant l'àngel de la guarda de George Bailey. El 10 de desembre de 2010, a Seneca Falls, es va obrir el museu “It’s a wonderful life”. Karolyn Grimes, qui va interpretar el personatge de la petita Zuzu a la pel·lícula, va ser l'encarregada d'inaugurar-lo oficialment.
James Stewart (d'Indiana, Pennsilvània) i Donna Reed (de Denison, Iowa) són nadius, tots dos, de poblacions. El pare de James Stewart estava al capdavant d'una petita ferreteria on James va treballar molts anys. Donna Reed va fer paleses les seves arrels rurals en guanyar una juguesca amb Lionel Barrymore, qui va desafiar-la a munyir una vaca durant el rodatge.

## Repartiment
- James Stewart: George Bailey
- Donna Reed: Mary Hatch
- Lionel Barrymore: Sr. Potter
- Thomas Mitchell: Oncle Billy
- Henry Travers: Clarence
- Beulah Bondi: Sra. Bailey
- Frank Faylen: Ernie
- Ward Bond: Bert
- Gloria Grahame: Violet
- H.B. Warner: Sr. Gower
- Frank Albertson: Sam Wainwright
- Todd Karns: Harry Bailey
- Samuel S. Hinds: Pa Bailey
- Mary Treen: Cosí Tilly
- Virginia Patton: Ruth Dakin

## Premis i nominacions
La pel·lícula va rebre, entre altres premis, un Globus d'Or i cinc nominacions als Oscars.

### Premis
- 1947: Globus d'Or al millor director per Frank Capra

### Nominacions[4]
- 1947: Oscar a la millor pel·lícula per Frank Capra
- 1947: Oscar al millor director per Frank Capra
- 1947: Oscar al millor actor per James Stewart
- 1947: Oscar al millor muntatge per William Hornbeck
- 1947: Oscar al millor so per John Aalberg